# Градско позориште Градишка
Градско позориште Градишка основано је 9. децембра 2007. године као Удружење грађана "Град позориште". Као Јавна установа „Градско позориште Градишка“ дјелује од 2018. године. Нема своје просторије.
Град Позориште основано је 9. децембра 2007. године као Удружење грађана на Оснивачкој скупштини у Градишци. Позориште је основано на иницијативу младих градишких глумаца: Драшка Видовића, Адмира Мешића, Златана Видовића, Миреле Предојевић и Ђорђа Јанковића, а уз подршку Општине Градишка.
Покренуто је са циљем популаризације позоришне умјетности у Градишци.
Позориште је почело са радом 25. априла. 2008. године премијером представе "Луда Лова" на сцени Народног позоришта Републике Српске у Бањалуци. Након тога премијера исте представе у Градишци у обновљеном Културном Центру, одиграна је 23. септембра 2008. године.
Слиједе представе "Аудијенција" у децембру 2008. године, "Неке ђевојке" 2009. године, "До посљедњег даха" 2010. године, "Не играј на Енглезе"  премијера 2011. године.
Свака од ових представа играна је више пута осим Градишке, у многим градовима у земљи и иностранству. Представе су игране и на многим фестивалима у земљи и иностранству.
Одлуком Скупштине општине Градишка од 29. новембра 2018. формирана је је Јавна установа „Градско позориште Градишка“. Град позориште запошљава два професионална глумца и једног помоћног радника. Остали радници и умјетници ангажују се хонорарно. Дјелују у просторијама Културног центра Градишка.
У склопу Град позоришта покренут је и Омладински студио којег чине аматери узраста средње школе. Студио је почео са радом у прољеће 2011. године. Чланови студија су играли премијеру представе Покондирена тиква у резији Драшка Видовића у децембру 2011. године. Представа је учествовала на ФЕДРИ, аматерском фестивалу у Бугојну. Услиједиле су потом и друге предсатаве “Наша деца” и “Гроздана на зрну бибера”.